# Currie Wot
Currie Wot byl malý jednomotorový, jednomístný, celodřevěný, drátem vyztužený ultralehký dvouplošník s křídly a ocasními plochami potaženými plátnem a trupem pokrytým překližkou. Currie Wot (vyslovuje se jako „what“/vot) bylo britské jednosedadlové akrobatické dvouplošníkové letadlo z 30. let. Konstruktér J. R. (Joe) Currie jej navrhl v polovině 30. let. V roce 1937 byly postaveny dva letouny společností Cinque Ports Aviation Limited, která sídlila na letišti Lympne.

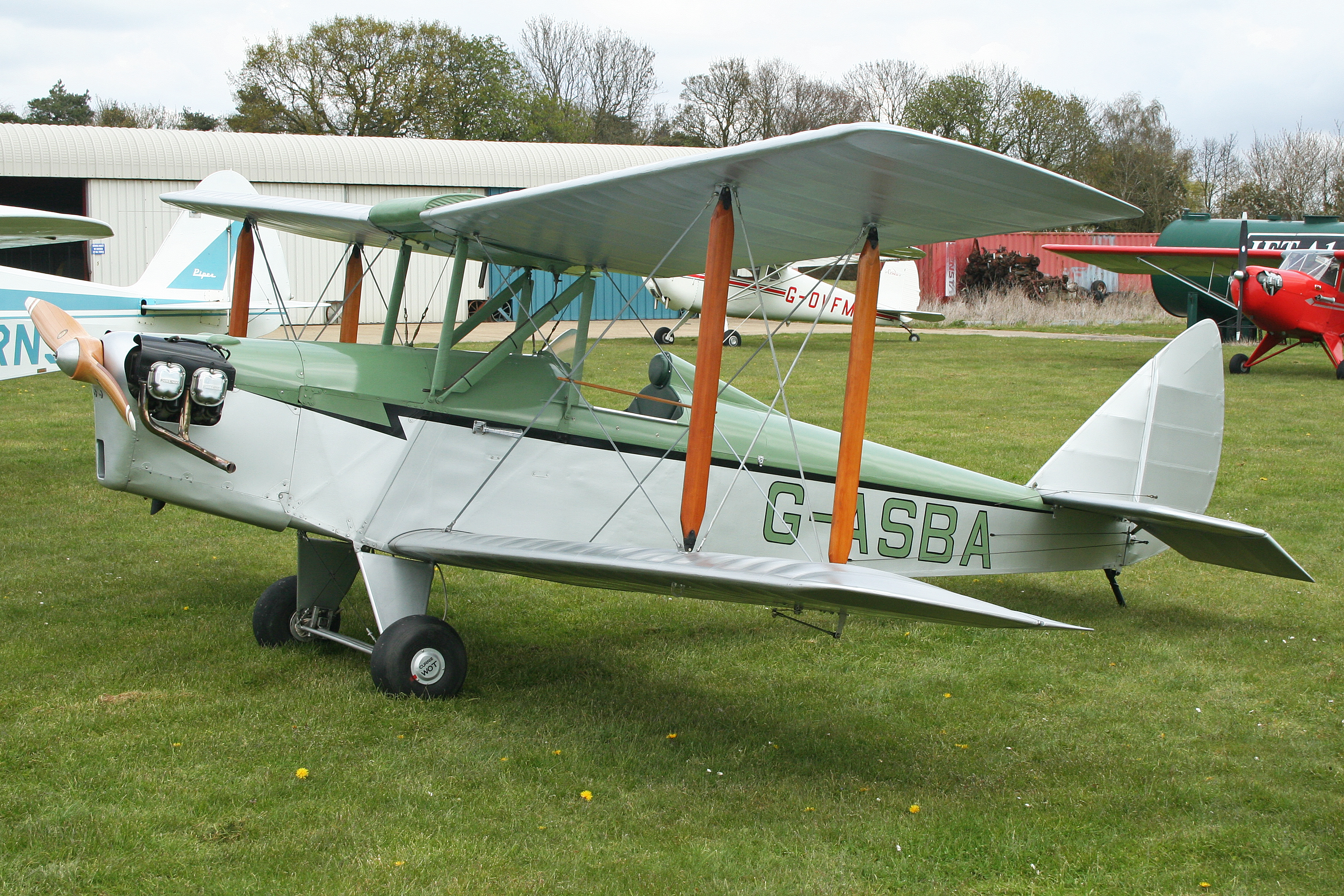
Currie Wot (G-ASBA, 1966)

## Vznik a vývoj
Letoun poprvé vzlétl v listopadu 1937. Oba postavené letouny výr. č. 1 a 2 byly označeny jako Wot 1 (CPA.1 Currie Wot) a Wot 2 (Currie Wot) a oba poháněl dvouválcový motor Aeronca, ale různých provedení JAP J-99 a E.113C, oba o výkonu 30 kW/40 k. Letouny byly 28.10.1937 resp. 04.01.1938 zaneseny do britského leteckého rejstříku s imatrikulacemi G-AFCG a G-AFDS. Currie je nabízel k prodeji za 250 liber. Oba letouny byly v provozu u aeroklubu Cinque Ports Flying Club Ltd. v Lympne u Folkestonu, ale byly zničeny za druhé světové války, v květnu 1940 během německého bombardování Lympne.

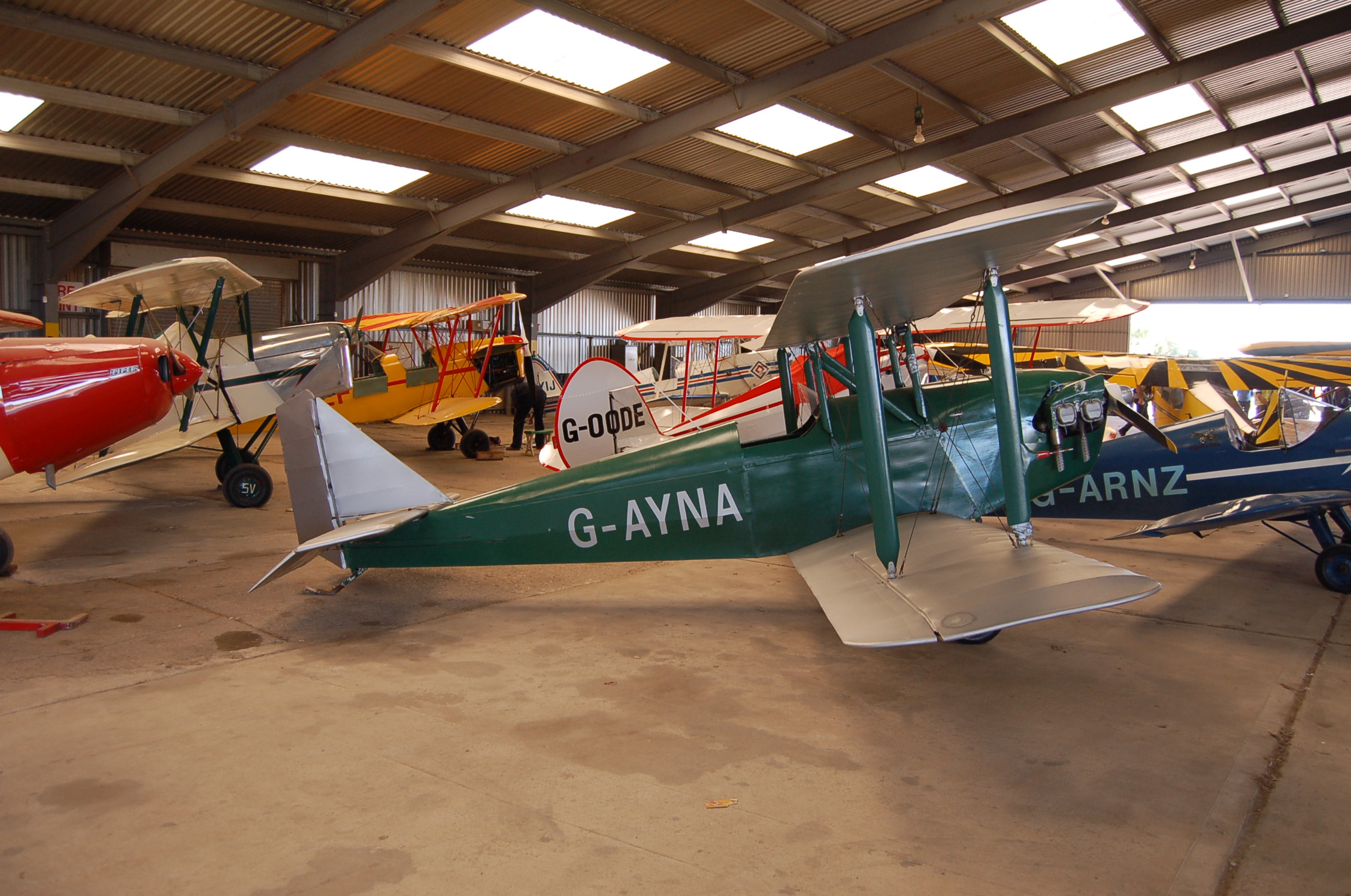
Currie Wot (G-AYNA, 1973)

Po válce na žádost Viv Bellamy, hlavního leteckého instruktora, který financoval stavbu, z aeroklubu Hampshire Airplane Club (HAC) v Eastleighu (Southampton) byly v letech 1958-9 postaveny další dva letouny (G-APNT, G-APWT). Currie použil pro stavbu stejné výkresy jako u Currie Wot. Cena se ovšem změnila na 600 liber. Stavba proběhla v HAC pod dohledem Johna Owense Isaaca, leteckého inženýra společnosti Supermarine Aviation. První letadlo registrované jako G-APNT poprvé vzlétlo 11. září 1958. Tento Wot byl v různých dobách vybaven různými motory. Například když H. J. Penrose - zkušební pilot společnosti Westland Aircraft - získal G-APNT, odstranil motor JAP-99 a namontoval československý čtyřválcový motor Walter Mikron II o jmenovitém výkonu 44 kW/60 koní. Tento letoun byl také testován jako hydroplán s pomocí plováků. S výkonnějším motorem Mikron bylo letadlo známé jako Hot Wot a později s plováky jako Wet Wot. Hydroplánová verze Wet Wot nebyla úspěšná, proto byly plováky časem demontovány. Druhý letoun G-APWT byl zprvu vybaven motorem Aeronca-JAP, ale i zde byl později instalován Walter Mikron.
Vlastnická práva konstrukčního zpracování (výkresy) pro Currie Wot byla nejprve prodána Dr. J. H. B. Urmstonovi (Botley Aircraft), který potom prodal dokumentaci společnosti Phoenix Aircraft Limited. Ta ovšem zanikla v roce 1972. Tento letoun je ale i v 21. století dispozici ve formě sady výkresů pro amatérské konstrukce. Mezi motory, které byly v roce 2011 schváleny pro použití při individuální stavbě letounů Currie Wot, patří Walter Mikron II, Walter Mikron III, Lycoming 0-145, Continental A65, C85, C90 a 0-200. Technické výkresy k amatérské stavbě letounů Currie Wot prodává organizace Light Aircraft Association, která sídlí na letišti Turweston Aerodrome v Brackley.
V roce 1976 se letoun Currie Wot stal vzorem při konstrukci dvoumístného letounu Chrise Turnera, Turner Two Seat Wot (TSW-2).

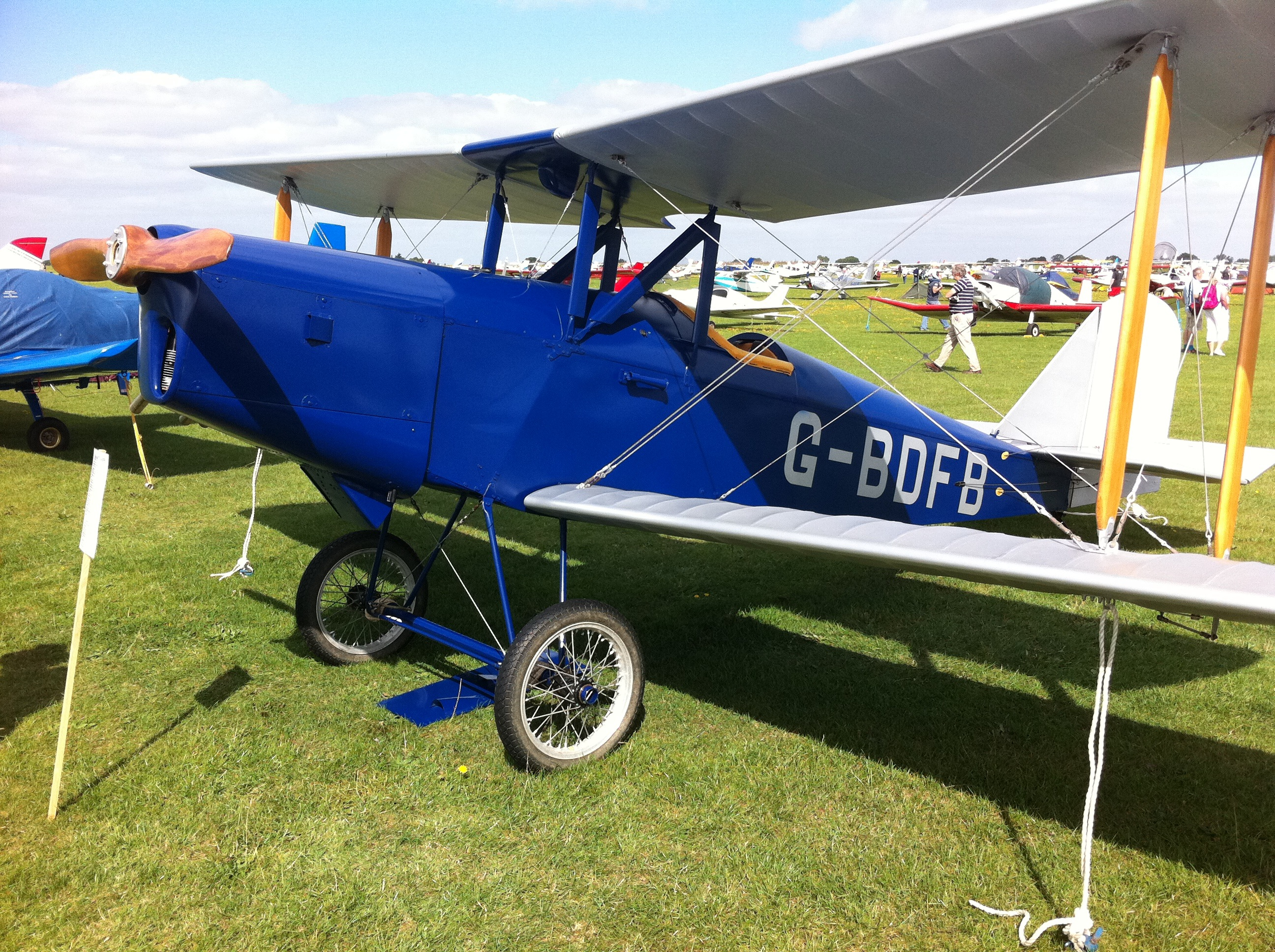
Currie Wot (G-BDFB, 1991)

## Popis letounu
Malý jednomístný dvouplošník měl jednoduchou, převážně dřevěnou konstrukci ze smrkového dřeva a překližky. Trup byl tvořen čtyřmi smrkovými nosníky a příčkami. Uvnitř konstrukce byly tři zpevňující přepážky z překližky a ohnivzdorná přepážka mezi motorem a trupem. Za touto přepážkou byla palivová nádrž. Za kokpitem pilota byl zavazadlový prostor. Křídla se skládala ze čtyř samostatných křídlových a z jedné středové části. Vlastní křídla byla tvořena dvěma masivními smrkovými nosníky, žebrováním a látkovým potahem. Křidélka byla namontována pouze na dolních křídlech. Vzpěry mezi oběma křídly byly ze smrkového dřeva, vždy po dvou na každé straně. Vyztužení křídel bylo podpořeno dráty. Horní křídlo bylo neseno šesti trubkovými vzpěrami nad trupem a rovněž vyztuženo dvěma páry drátů.
Ocasní plochy byly dřevěné konstrukce, pokryté látkou. Některé stroje měly zaoblenou svislou ocasní plochu. Podvozek byl vyroben z ocelových trubek, ze dvou párů trubkových ramen s kapotáží. Ke spodní části jsou přivařeny dvě vodorovné trubky a navíc byla konstrukce podvozku vyztužena dvěma dráty. Podvozek měl tlumiče nárazů z pryžových provazců. Používaly se nízkotlaké pneumatiky. Od roku 1958 amatéři vytvořili několik letounů Currie Wot, na kterých byly instalovány různé motory. Patří mezi ně Aeronca-JAP J-99, Walter Mikron, Continental, Lycoming i experimentálně namontovaný turbovrtulový motor Rover TP60/1 (Turbo Wot). Motory byly namontovány na lehkých ocelových trubkových nosičích s pryžovými tlumiči vibrací.

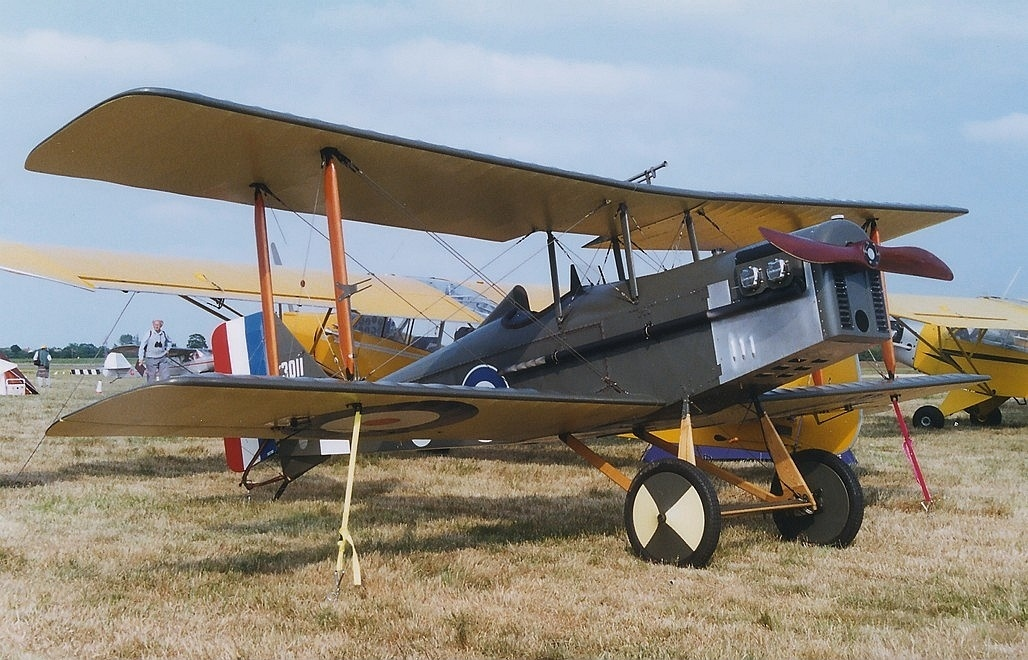
Currie Super Wot/S.E.5a replika (G-SWOT, 1995)

## Použití
Nejvíce letounů bylo postaveno a bylo v provozu ve Velké Británii. S britskými imatrikulacemi létalo 25 letounů, další byly provozovány soukromými piloty v USA, v Kanadě, v Irsku a také na Novém Zélandu.
V roce 1959 byl amatérsky postaven v HAC letoun imatrikulovaný G-APWT. Později jej koupil Robert Rust senior. Ten jej dopravil do Fayetteville v Georgii (USA). Letadlo bylo restaurováno do letu schopného stavu s původním motorem Walter Mikron a poprvé vzlétlo v roce 2008 s novou imatrikulací N67247. Letoun zřejmě ukončil provoz v roce 2013. Letoun amatérské stavby Currie Wot s imatrikulací G-ARZW byl postaven v roce 1962 s motorem Walter Mikron III (Hotter Wot). Letoun 12. února 1988 havaroval na letišti Headcorn Aerodromu v hrabství Kent. Letoun byl při havárii zničen.

Plány letadel byly prodávány amatérským stavitelům a od roku 1962 byly stavěny další stroje. Zřejmě nejvíce Wotů postavila společnost Slingsby Sailplanes Limited. Slingsby postavila šest letadel s motory Lycoming O-235 o výkonu 85 kW/115. Některé byly postaveny tak, aby se věrně podobaly stíhacímu letounu S.E.5a, který vyráběla v letech 1917-8 společnost Royal Aircraft Factory (Královská letecká továrna). Tyto repliky létaly s imatrikulacemi G-AVOT, G-AVOU, G-AVOV, G-AVOW, G-AVOX a G-AVOY a byly použity v historických, zpravidla válečných filmech. Všechny tyto letouny byly později imatrikulovány v Irsku (EI). Letoun vyrobený v roce 1987 a imatrikulovaný G-CWOT byl přeregistrován v březnu 2012 do Irska (EI-WOT). Tento letoun, který vlastní Derek Doyl, je osazen motorem Walter Mikron II.

## Varianty
- Wot (1937) - postaveny 2 letouny s motorem Aeronca-JAP J-99
- Hot Wot, Wet Wot (1958) - postaveny 2 letouny s motorem Walter Mikron
- Urmston Currie Wot (1965) - verze letounu stavěná v Tucsonu v USA
- Turbo Wot, Super Wot (1970) - např. s motory Rover TP60/1, Lycoming O-235, Continental 90

## Uživatelé
- Spojené království
  - Cinque Ports Flying Club Ltd/Lympne
- Kanada
- USA
- Irsko
- Nový Zéland

## Specifikace

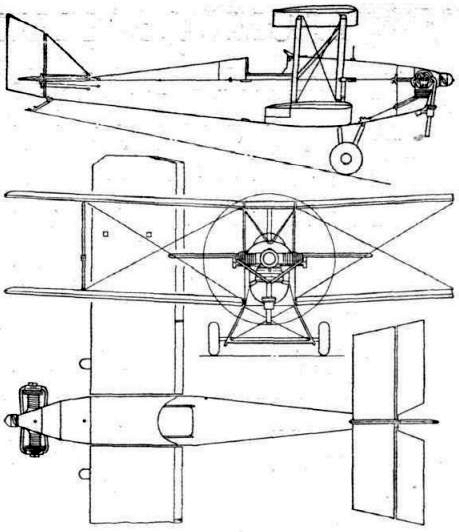
Currie Wot, skica (Flight, No. 12, 1937)

Data pro Currie Wot dle

### Technické údaje
- Posádka: 1
- Rozpětí: 6,73 m
- Délka: 5,58 m
- Výška: 2,06 m
- Nosná plocha: 13,00 m2
- Hmotnost prázdného letounu: 250 kg
- Vzletová hmotnost: 408 kg
- Pohonná jednotka: 1× dvouválcový Aeronca-JAP J-99 o výkonu 30 kW/40 k
- Vrtule: dvoulistá dřevěná s pevnými listy

### Výkony
- Maximální rychlost: 153 km/h
- Dolet: 386 km
- Dostup: 3 050 m
- Stoupavost: 3,0 m/s